# Marco Schmäh

Prof. Dr. Marco Schmäh

Marco Schmäh (* 1966 in Ludwigsburg) ist ein deutscher Wirtschaftsingenieur und Professor für Betriebswirtschaftslehre, Marketing und Vertriebsmanagement.
Schmäh studierte an der Technischen Hochschule Karlsruhe Wirtschaftsingenieurwesen. Von 1993 bis 1998 war er Wissenschaftlicher Mitarbeiter an der Freien Universität Berlin, wo er 1998 promoviert wurde. Im Anschluss daran war er im Industrieunternehmen Siemens als Vertriebsmitarbeiter und Key Account Manager in Berlin und München tätig. Seit 2001 ist Schmäh Inhaber des Lehrstuhls für Allgemeine Betriebswirtschaftslehre, insbesondere Marketing und Vertriebsmanagement an der ESB Business School. Seine Spezialgebiete sind Marketing und Strategic Sales Management sowie Value Based Selling.

## Schriften
- Anarbeitungsleistungen als Marketinginstrumente im technischen Handel. Gabler Verlag, Wiesbaden 1999 (zugleich Dissertation Freie Universität 1998). ISBN 3-8244-6862-X.
- (mit Heinz Stark und Stephan Horvath) Das value based Selling-Konzept. Mit kundenspezifischer Vorteilsstrategie zu mehr Gewinn (= Arbeitspapier des Lehrstuhls für Marketing und Vertriebsmanagement an der ESB Business School. Nr. 1). Reutlingen 2004.
- (mit Heinz Stark) Value Based Selling II. Value Based Marketing Instrumente (= Arbeitspapier des Lehrstuhls für Marketing und Vertriebsmanagement an der ESB Business School. Nr. 2). Reutlingen 2006.